# José María de Heredia

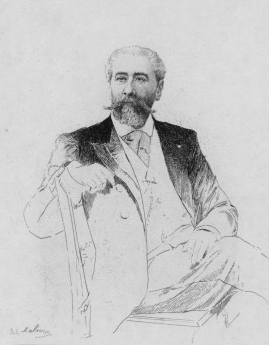
José María de Heredia

José María de Heredia (1842-1905) là nhà thơ Cuba viết bằng tiếng Pháp. Sinh tại Santiago de Cuba, sang Pháp năm 10 tuổi và ăn học tại đây. Ông là nhà thơ thuộc trường phái Parness (Thi Sơn) sáng tác nhiều sonnet mà nghệ thuật đạt đến mức hoàn hảo trong bố cục, từ ngữ, vần điệu. Có chân trong Viện hàn lâm Pháp.
Tác phẩm
- Chiến quả (Les Trophées)

L'oubli
Le temple est en ruine au haut du promontoire.
Et la Mort a mêlé, dans ce fauve terrain,
Les Déesses de marbre et les Héros d'airain
Dont l'herbe solitaire ensevelit la gloire.
Seul, parfois, un bouvier menant ses buffles boire,
De sa conque où soupire un antique refrain
Emplissant le ciel calme et l'horizon marin,
Sur l'azur infini dresse sa forme noire.
La Terre maternelle et douce aux anciens Dieux
Fait à chaque printemps, vainement éloquente,
Au chapiteau brisé verdir une autre acanthe;
Mais l'Homme indifférent au rêve des aïeux
Ecoute sans frémir, du fond des nuits sereines,
La Mer qui se lamente en pleurant les sirènes.
Nguồn: 
Dịch:
Lãng quên
Phế tích ngôi đền nằm trên cao mũi đất
Cái chết đẩy xô, trên khoảng trống màu vàng
Những Nữ thần cẩm thạch và Hào kiệt bằng đồng
Mà lớp cỏ cô đơn chôn vùi niềm vinh hiển
Chỉ đôi lúc trên nền trời xuất hiện
Bóng trẻ cho trâu đi uống đằng xa
Nổi điệu nhạc xưa bằng ốc tù và
Vang dội giữa trời yên và biển lặng
Đất mẹ thân thương của bao Thần thánh
Khoác lên đầu cột gãy mỗi xuân sang
Vòng lá ô rô chẳng mấy huy hoàng
Người dửng dưng với giấc mơ tiên tổ
Giữa đêm thanh lắng nghe không run sợ
Tiếng Biển khơi nức nở khóc Nhân ngư
(Phạm Nguyên Phẩm dịch)